# Dajaca
Dajaca is een geslacht van Phasmatodea uit de familie Aschiphasmatidae. De wetenschappelijke naam van dit geslacht is voor het eerst geldig gepubliceerd in 1893 door Karl Brunner-von Wattenwyl.

## Soorten
Het geslacht Dajaca omvat de volgende soorten:
- Dajaca alata (Redtenbacher, 1906)
- Dajaca chani Seow-Choen, 1998
- Dajaca filiformis Bragg, 1992
- Dajaca monilicornis Redtenbacher, 1906
- Dajaca napolovi Brock, 2000
- Dajaca nigrolineata Hennemann, Conle & Bruckner, 1996
- Dajaca viridipennis Bragg, 2001